# Александар Агин
Александар Алексејевич Агин (рус. Алекса́ндр Алексе́евич А́гин; 11. мај 1817, Петровскоје - 1875, Палата Качанивка) био је руски сликар, илустратор и цртач.